# Agneepath
Agneepath er en indisk film fra 1990 af Mukul S. Anand.

## Medvirkende
- Amitabh Bachchan som Vijay Deenanath Chauhan
- Master Manjunath
- Mithun Chakraborty som Krishnan Iyer M.A.
- Madhavi som Mary Mathew
- Danny Denzongpa som Kancha Cheena
- Neelam Kothari som Siksha Chauhan
- Goga Kapoor som Dinkar Rao
- Alok Nath som Deenanath Chauhan